# Joaquin Seys
Joaquin Seys (Bélgica, 28 de marzo de 2005) es un futbolista belga. Juega de lateral derecho o lateral izquierdo y su equipo actual es el Club Brujas de la Primera División de Bélgica.

## Selección nacional
Ha sido internacional con la selección de fútbol de Bélgica en las categorías juveniles sub-17, sub-18 y sub-19.

## Estadísticas
Actualizado al último partido disputado el 11 de marzo de 2025.
| Club             | Div.          | Temporada | Liga  | Liga  | Liga   | Copas nacionales | Copas nacionales | Copas nacionales | Copas internacionales | Copas internacionales | Copas internacionales | Total | Total | Total  |
| Club             | Div.          | Temporada | Part. | Goles | Asist. | Part.            | Goles            | Asist.           | Part.                 | Goles                 | Asist.                | Part. | Goles | Asist. |
| ---------------- | ------------- | --------- | ----- | ----- | ------ | ---------------- | ---------------- | ---------------- | --------------------- | --------------------- | --------------------- | ----- | ----- | ------ |
| Brujas · Bélgica |               |           |       |       |        |                  |                  |                  |                       |                       |                       |       |       |        |
| 1.ª              | 2024-25       | 25        | 2     | 0     | 2      | 0                | 0                | 10               | 0                     | 0                     | 37                    | 2     | 0     |        |
| Total club       | Total club    | 25        | 2     | 0     | 2      | 0                | 0                | 10               | 0                     | 0                     | 37                    | 2     | 0     |        |
| Total carrera    | Total carrera | 25        | 2     | 0     | 2      | 0                | 0                | 10               | 0                     | 0                     | 37                    | 2     | 0     |        |
| 1. 2.            |               |           |       |       |        |                  |                  |                  |                       |                       |                       |       |       |        |